# AK-101
AK101（ロシア語: 5,56 мм автомат Калашникова АК101、「5.56mmカラシニコフ自動小銃 AK101」の意）(GRAU：6P43)は、カラシニコフ系列のアサルトライフルである。AK100シリーズは、輸出向けに造られたAK74Mの口径変更型および短銃身型である。

## 概要
AK101は、世界の輸出市場に出すために開発されたため、NATO標準の5.56x45mm NATO弾を用いるように設計されている。その売りは、伝説的な信頼性を持つカラシニコフの設計と標準的で兵站上有利な5.56mm NATO弾の組み合わせである。軽量で高精度な合成樹脂など合成素材を用いた現代的な設計がなされている。AK101にはAK74Mと同じくAK74からの多くの改善点が見られ、それはAK103など他のAK100系列のライフルにも見ることができる。
AK101はストックに黒色のガラス繊維強化ポリアミド製の折りたたみ式ストックを備えている。ハンドガードとグリップの形状はAK74後期型と同じであるが、成型色がAK74後期型の焦茶色からAK74Mと同様の黒色になった。
AK101は、セミオートとフルオートを選択できる。分解の手順はAK74と同一である。AK101は、ドブテイルのサイドレールをレシーバーの左側面に標準で備え付けており、スコープやその他多くの種類があるロシアや欧州製の光学照準器もマウント可能である。6L29としてGRAUインデックスを与えられた30連のマガジンを装填可能。415 mmの銃身を持ち、銃口の跳ね上がり軽減のためAK74と同様のマズルブレーキを備えている。また、口径を問わずAK100シリーズおよびAK200シリーズ全ての銃で共用可能な6Ch65サプレッサーも用意されている。
5.56x45mm NATO弾を用いるAK101とAK102が、ロシア連邦軍およびロシア国内の法執行機関等に採用された事例は報告されていない。ロシア連邦軍の主力アサルトライフルは、5.45x39mm弾を用いる通常銃身型のAK74Mが未だその座にとどまっており、予算の関係とAK74系列の既保有量から当面、アップグレードキットによる既存AK74Mの改修と後継型のAK-12の調達とを併存させるものと見られる。

## バリエーション

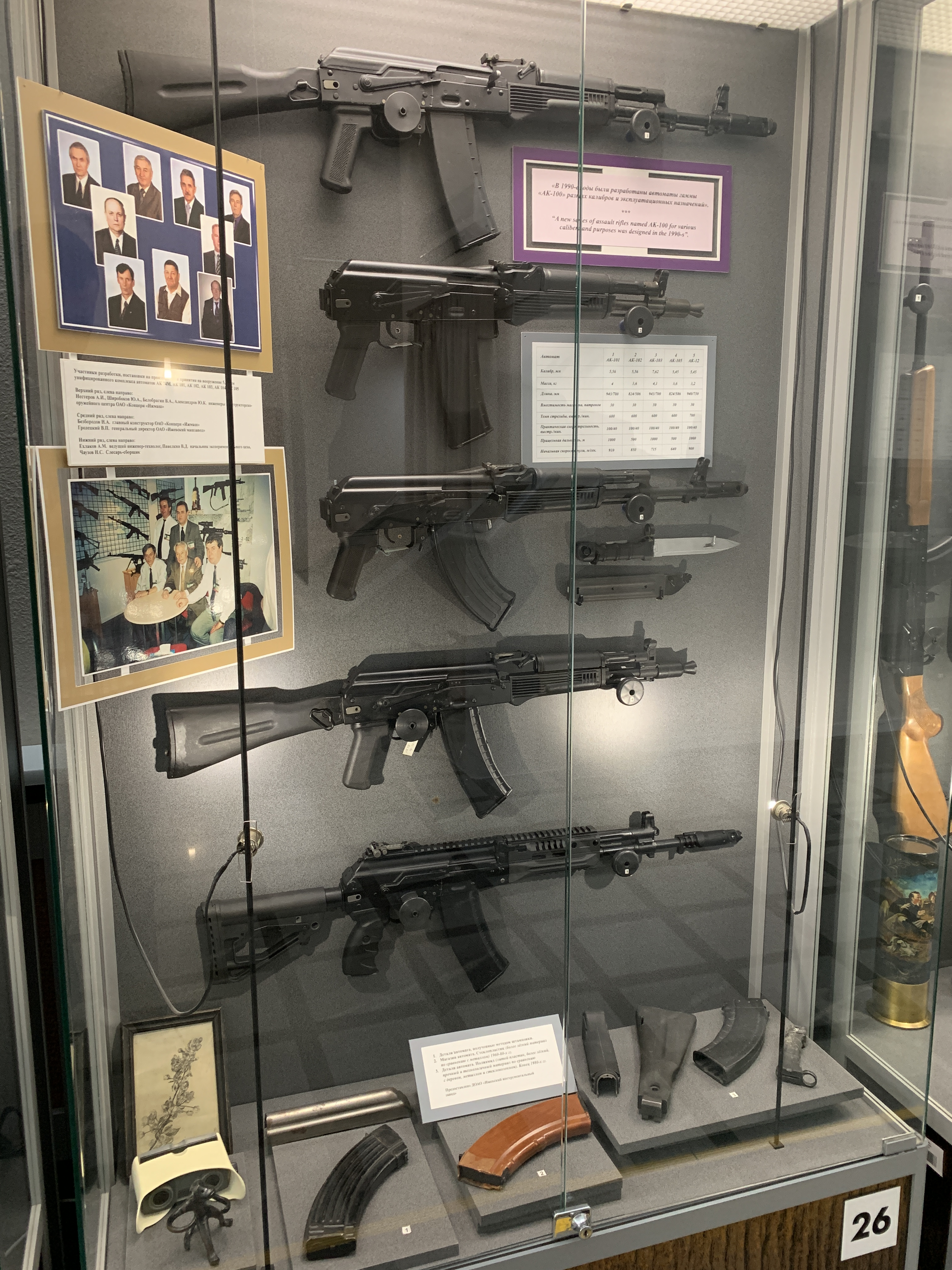
上からAK101、AK102、AK103、AK105、AK-12 2016年モデル。

### AK101-1
AK101-1（ロシア語: 5,56 мм автомат Калашникова АК101-1、「5.56mmカラシニコフ自動小銃 AK101-1」の意）(GRAU：6P43-01)は、AK101のセミオートオンリー仕様。法執行機関や治安機関向けに開発された。

### AK101-2
AK101-2（ロシア語: 5,56 мм автомат Калашникова АК101-2、「5.56mmカラシニコフ自動小銃 AK101-2」の意）(GRAU：6P43-02)は、AK101に3点バーストカットオフ機構を追加し、3点バーストとフルオート、セミオートで射撃できるモデルで、1999年に開発された。3点バースト射撃の途中(1発または2発の発射後)でトリガーから指を離しても、次の射撃では再び3点バースト射撃が可能となっている。

### AK201
AK201は、AK101にKM-AK近代化キット(GRAU：6Ch63)を予め組み込んだ状態で生産されているモデル。旧名称AK101M。AR-15タイプの伸縮折りたたみが可能の銃床と、より人間工学に対応したグリップ、ピカティニー・レールを上部に備えヒンジ式となったレシーバーカバー、ピカティニー・レールを4面に備えたハンドガード、新型のフラッシュサプレッサー、グリップを保持したまま操作できるセレクター等を備えている。また、各所へのピカティニー・レール装備により、AK100シリーズで標準装備されていたレシーバー左側面のサイドレールは削除されている。

### AK102

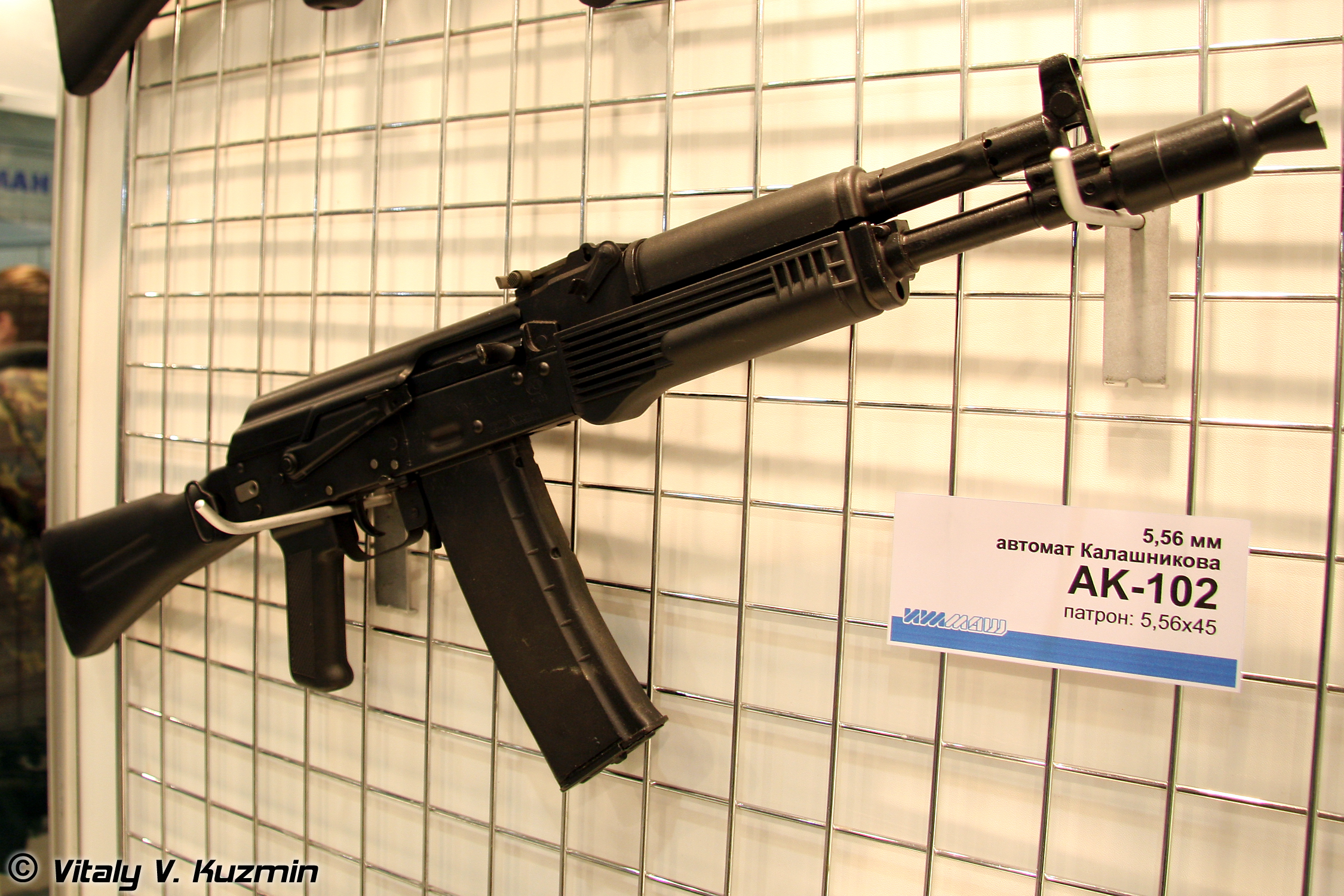
6L29を装着したAK102

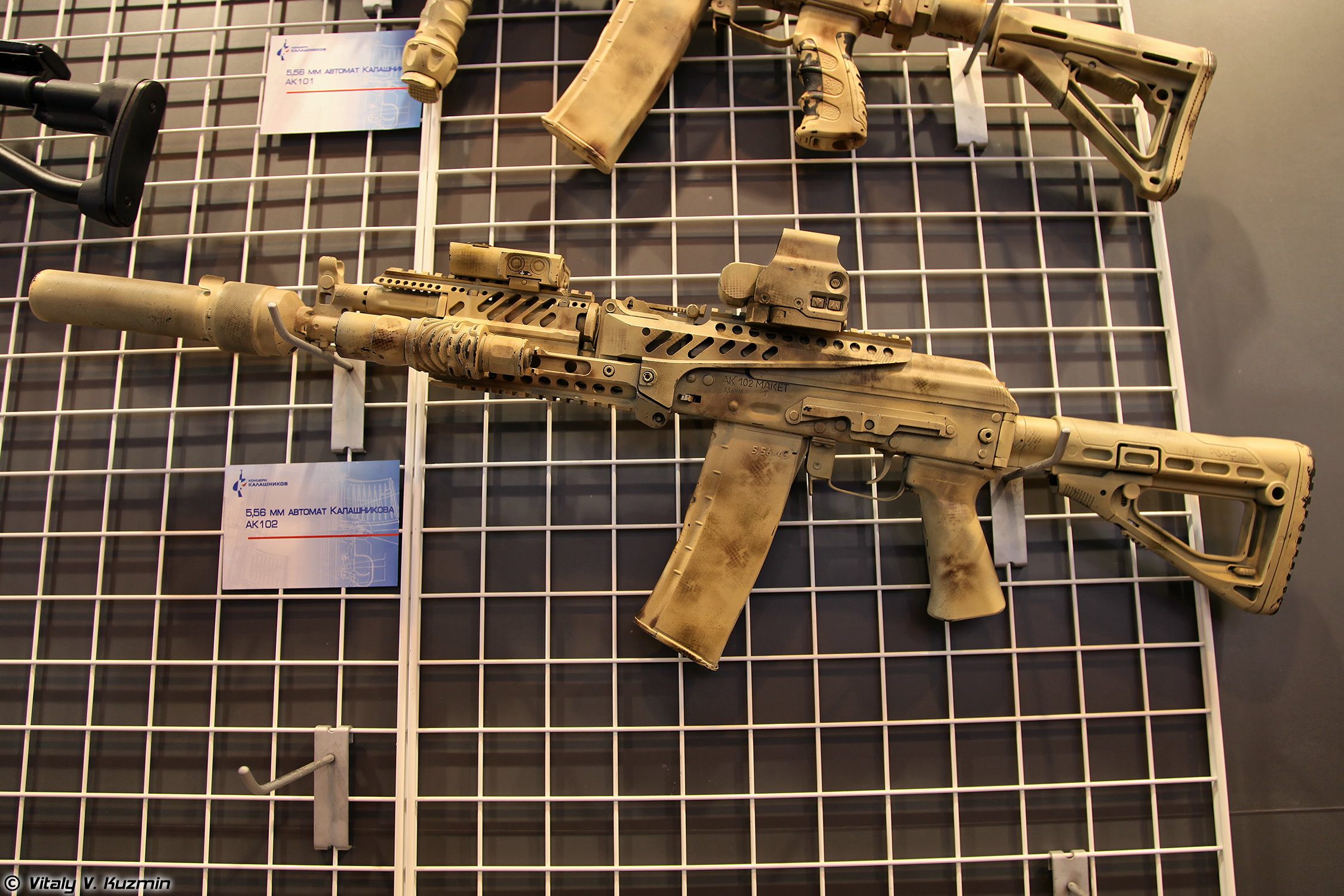
2014年防衛博覧会(Oboronexpo 2014)で展示されたAK102

AK102（ロシア語: 5,56 мм автомат Калашникова малогабаритный АК102、「5.56mm小型カラシニコフ自動小銃 AK102」の意）(GRAU：6P44)は、314 mmに短縮された銃身を備えたAK101のカービン仕様である。ガスブロックと一体化したフロントサイト、AKS74Uと似たフラッシュサプレッサーを取り付けており、AK101と同じく輸出用として開発されている。

### AK102-1
AK102-1（ロシア語: 5,56 мм автомат Калашникова малогабаритный АК102-1、「5.56mm小型カラシニコフ自動小銃 AK102-1」の意）(GRAU：6P44-01)は、AK102のセミオートオンリー仕様。法執行機関や治安機関向けに開発された。

### AK102-2
AK102-2（ロシア語: 5,56 мм автомат Калашникова малогабаритный АК102-2、「5.56mm小型カラシニコフ自動小銃 AK102-2」の意）(GRAU：6P44-02)は、AK102に3点バーストカットオフ機構を追加し、3点バーストとフルオート、セミオートで射撃できるモデルで、1999年に開発された。

### AK202
AK202は、AK201のカービン仕様、あるいはAK102にKM-AK近代化キット(GRAU：6Ch63)を予め組み込んだ状態で生産されているモデル。旧名称AK102M。

## 運用国
- インドネシア：AK102や中国製のAK2000Pと共にインドネシア国家警察機動隊（BRIMOB）が使用[21]。
- フィジー[22]
- ケニア[23]
- ウルグアイ[24]